# Politique en Roumanie

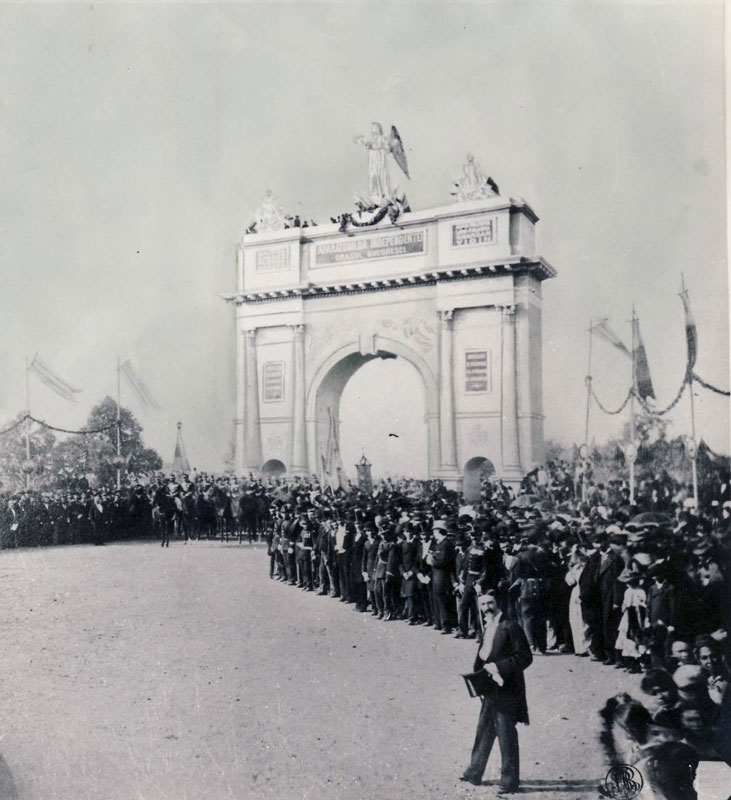
Festivités de l'indépendance de la Roumanie, 1878.

Depuis 1990, la Roumanie est une république démocratique à régime semi-présidentiel, où le Premier ministre est le chef du gouvernement issu du parti majoritaire au parlement. Le pouvoir exécutif est détenu par le gouvernement tandis que le pouvoir législatif est partagé entre le gouvernement et les deux chambres du parlement. C'est la troisième république de l'histoire du pays, les deux précédentes étant la République populaire roumaine (1948-1965) et la République socialiste de Roumanie (1965-1989) mises en place par le régime communiste de Roumanie ; c'est aussi la seconde période de multipartisme, la première ayant fonctionné pendant soixante ans sous la monarchie constitutionnelle, de 1878 (indépendance du pays) à 1938 (instauration du carlisme).

## Pouvoir exécutif
| Fonction         | Nom          | Parti       | Depuis       |
| ---------------- | ------------ | ----------- | ------------ |
| Président        | Nicușor Dan  | Indépendant | 26 mai 2025  |
| Premier ministre | Ilie Bolojan | PNL         | 23 juin 2025 |

Le président est élu au suffrage universel direct pour un mandat de cinq ans. En tant que chef d'État, il est chargé de la sauvegarde de la Constitution, des affaires étrangères et du bon fonctionnement des autorités publiques. Il est également le commandant suprême des forces armées et président du Conseil suprême de défense nationale. Il nomme le Premier ministre sur conseil du parti majoritaire au parlement. Si aucun parti ne détient la majorité, il consulte au préalable l’ensemble des partis représentés. Le Premier ministre nomme les autres membres du gouvernement. Lui et ses ministres répondent politiquement de leurs actes devant le parlement.

## Pouvoir législatif
Le parlement de la Roumanie est un système bicaméral formé du Sénat (composé de 137 sénateurs) et de la Chambre des députés (composée de 334 députés). Les membres des deux chambres sont élus pour quatre ans, la dernière fois en décembre 2024.

## Politique

### Contexte régional
La politique roumaine est liée aux grands enjeux régionaux :
- à la croisée géographique, historique et culturelle entre :
  - les Balkans (auxquels la Roumanie appartient par ses régions valaque et littorale),
  - l'Europe orientale (à laquelle le pays appartient par sa région moldave),
  - l'Europe centrale (à laquelle le pays appartient par sa région transylvaine) ;
- à la limite géopolitique entre les zones d'influence :
  - de l'empire byzantin puis de l'empire ottoman au Sud,
  - de l'empire mongol, de l'empire russe puis de l'URSS (dont elle fut durant 45 ans un satellite) et aujourd'hui de la Russie à l'Est,
  - des anciens empires germaniques puis du troisième Reich et aujourd'hui de l'Union européenne et de l'OTAN à l'Ouest.

De sa création en 1859 jusqu'en juin 1940, la Roumanie a été une « tête de pont » francophile (aux élites francophones) de la France et de l'Angleterre, tout en essayant, avec des succès divers, de limiter les représailles de ses puissants voisins. De février 1938 à la fin de l'année 1989, la vie politique s'appauvrit considérablement, à l'image de l'autonomie de la société civile vis-à-vis des autorités, car le pays subit trois régimes dictatoriaux : carliste, fasciste et communiste.
Depuis 1990 la Roumanie connaît à nouveau la démocratie et sa vie politique a retrouvé sa complexité d'antan, avec plusieurs partis politiques majeurs et une forte tendance à la cohabitation, les électeurs donnant souvent au parlement une majorité politique opposée au parti du président ou inversement.
À l'Est, la Roumanie voisine avec la République de Moldavie, qui partage avec elle une histoire commune, la même langue, les mêmes traditions populaires, culinaires et musicales, mais qui comprend une importante diaspora russe, a subi de 1812 à 1918 et depuis 1940 un important processus culturel de russification, et se situe dans la sphère d'influence russe. Au XXIe siècle, les 20 millions de Roumains se trouvent toujours, comme tout au long de leur histoire, aux limites et à cheval sur deux zones d'influence majeures : ainsi la Roumanie (17,4 millions de roumanophones sur 20 millions d'habitants) se trouve aujourd'hui dans l'Union européenne (depuis 2007) et dans l'OTAN (depuis 2004), où la puissance dominante sont les États-Unis, tandis que la République de Moldavie (2,6 millions de roumanophones sur 3,6 millions d'habitants) se trouve pour sa part (depuis 1992) dans la CEI et est observatrice de la Communauté économique eurasiatique, communautés où la puissance dominante est la Russie. Les relations entre les deux pays dépendant davantage de ces « nouveaux blocs » que de facteurs locaux, mais n'en ont pas moins une influence déterminante sur le quotidien des populations.

### Régime communiste

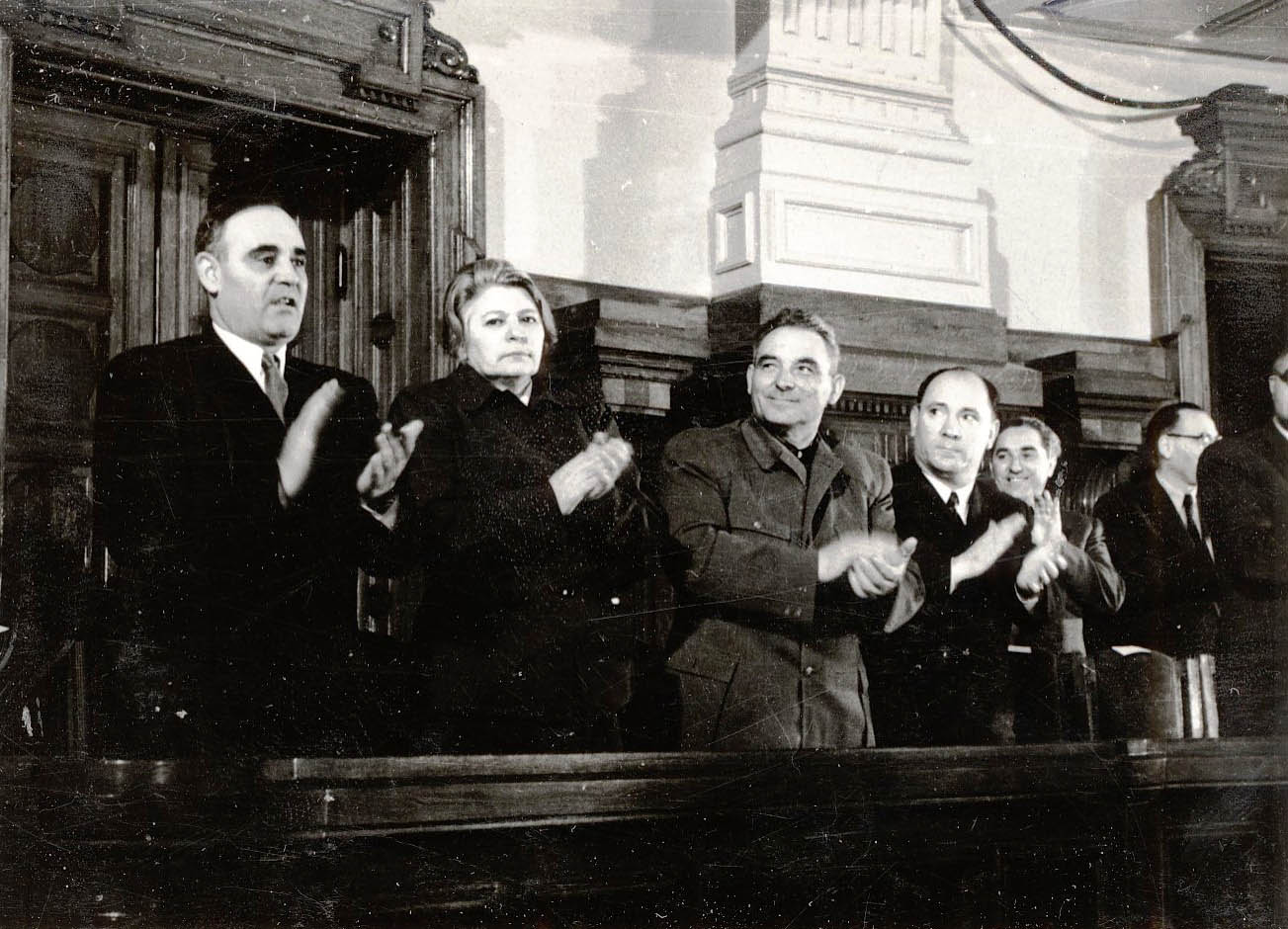
Gheorghe Gheorghiu-Dej, Ana Pauker, Vasile Luca, Teohari Georgescu et Walter Roman en 1951.

Une partie importante de la population roumaine estime que l'histoire du pays après la Seconde Guerre mondiale a commencé par le « putsch soviétique » du 6 mars 1945. Les électeurs avaient accordé au minuscule Parti communiste roumain environ 3 à 5 % des voix mais, malgré ce score très bas, les communistes sont arrivés au pouvoir et l'histoire a montré le rôle de l'URSS dans cette prise du pouvoir. La dictature stalinienne a commencé dès 1945 avec la prise de contrôle du Royaume de Roumanie par le parti communiste roumain mais la république « populaire » roumaine n'a été proclamée que le 30 décembre 1947.

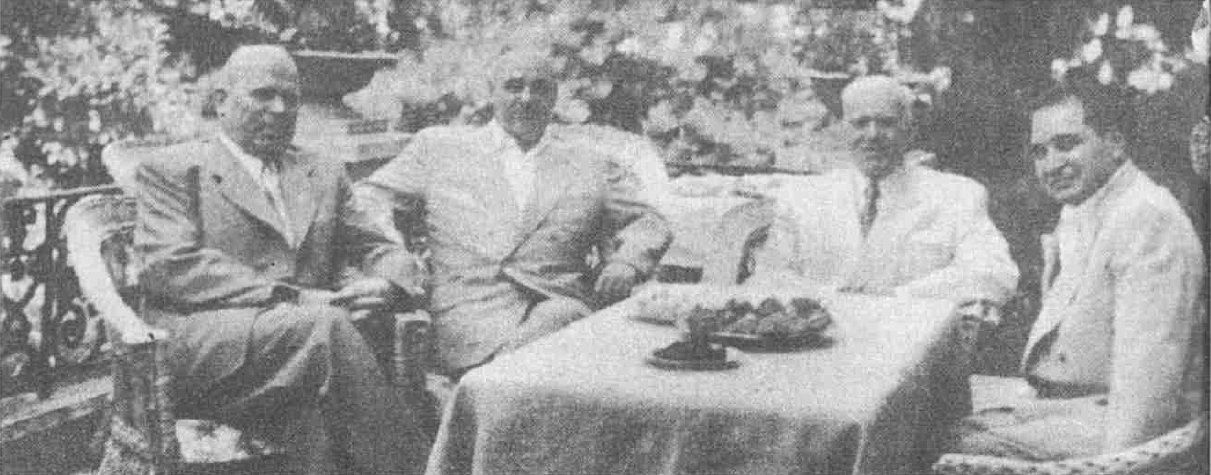
Chivu Stoica, Gheorghe Gheorghiu-Dej, Petru Groza et Gheorghe Apostol en 1957.

Ce régime totalitaire, d'inspiration marxiste-léniniste, était caractérisé par :

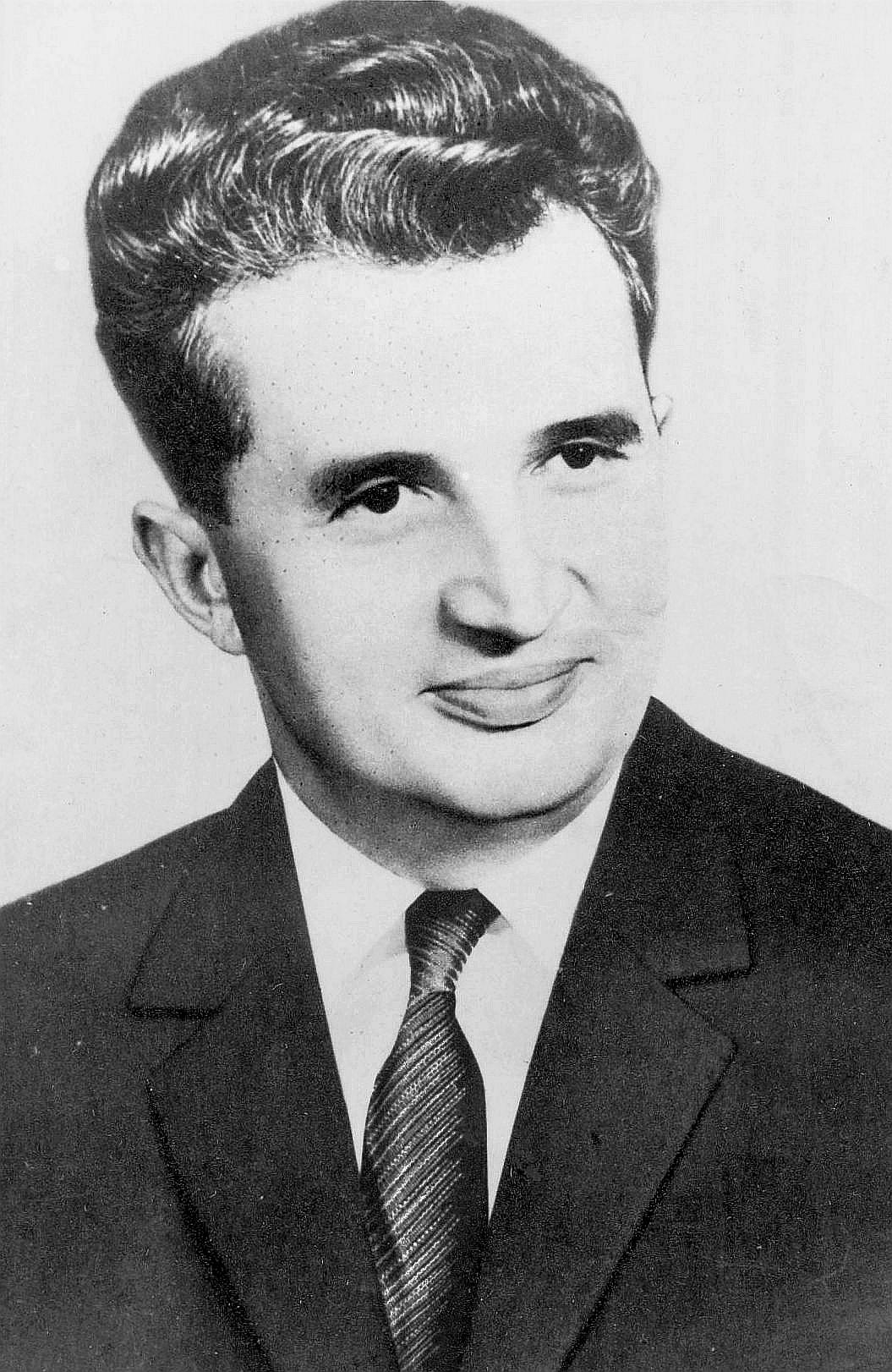
Nicolae Ceaușescu, président de la République socialiste Roumaine

- Nicolae Ceaușescu, président de la République socialiste Roumaine sur le plan politique, la position constitutionnelle de jure du Parti communiste roumain comme « parti unique et organe dirigeant de l’état », interdisant de facto la constitution d’associations, syndicats ou autres structures sociales indépendantes du pouvoir, et imposant un courant de l’autorité et de légitimité » (souveraineté), allant du sommet (le Comité Central) vers la base (les autres structures du Parti, les citoyens)… ;
- sur le plan logistique, la présence massive de la police politique « Securitatea » dans la société, active par la censure, l’écoute aléatoire et sans aucun contrôle juridique des conversations téléphoniques, l’ouverture du courrier, le quadrillage territorial, institutionnel et professionnel systématique du pays… ;
- sur le plan économique, une stricte planification d’État, ne touchant pas seulement les orientations macro-économiques et au commerce international, mais aussi tous les aspects de la production, de la distribution et de la consommation, au mépris des ressources disponibles, des possibilités techniques, de l'environnement et des besoins de la population, interdisant toute forme d’autogestion et induisant des inégalités entre la bureaucratie du Parti et de l'État qui disposait d’un niveau de vie élevé, et le reste de la population aux prises avec une pénurie permanente d’énergie, de denrées, de produits finis et de services (ce qui encourageait le développement d’une économie informelle, mais spéculative)… ;
- sur le plan social, un strict contrôle des activités culturelles, des médias et des droits des citoyens roumains à l’opinion, à l’expression et au déplacement (nécessitant des autorisations et divers visas préalables pour changer d’emploi, de domicile, de résidence à l'intérieur du pays, et encore plus pour voyager hors du pays, et surtout dans les pays non-communistes).

En prenant le pouvoir, le Parti communiste roumain a tourné le dos à l’idéal communiste dont il se réclamait : deux dictons populaires de l’époque de la dictature communiste étaient que « PCR » signifiait « pile, combinații, relații » soit « piston, magouilles, relations », et que dans ce régime, « toutes les briques de l'édifice sont théoriquement égales, mais pratiquement celles d’en bas doivent supporter le poids de celles d’en haut ».
La phase la plus connue à l'étranger de l'histoire du communisme en Roumanie est le régime des époux Ceaușescu, appelé « national-communisme » par l'historienne française Catherine Durandin en raison de la teinte isolationniste prise sous cette présidence, dont les manifestations (exacerbation du protochronisme, du culte de la personnalité et de la destruction du patrimoine et de l'environnement au nom de la « systématisation du territoire ») ont duré vingt-cinq années, sans être spécifiques à la seule Roumanie, mais en y prenant des aspects caricaturaux.
Outre les traumatismes psychologiques et sociaux, les conséquences de cette dictature prolongée sont également économiques : alors que le régime essayait de contrôler toute la terre arable et d'industrialiser le pays à outrance, le processus de modernisation s'est longtemps embourbé dans beaucoup de régions rurales où les paysans ont fait de la résistance (parfois armée) à la collectivisation, adoptant des techniques d'agriculture traditionnelle et locale certes archaïques (sans motorisation), mais qui leur permettaient d'échapper aux famines, comme à la fin des années 1980. Même de nos jours, plus de vingt ans après la fin de la dictature, les paysans ont du mal à renoncer à leur terre pour faire des exploitations plus intensives, et nombreux sont les citadins à garder un potager-poulailler de subsistance à la campagne, à la fois par méfiance envers les produits industriels, mais aussi « au cas où... on ne sait jamais ce que l'histoire réserve ».

### La période de transition
La transition commence par une période de partage de la sphère publique (omniprésente à l'époque communiste) entre des sphères privées sous les présidences de Ion Iliescu (1989-1992, 1992-1996 et 2000-2004) et d'Emil Constantinescu (1996-2000). Dans cette première phase, le slogan d'Ion Iliescu « nous ne vendons pas notre pays » (« nu ne vindem țara ») se traduit par une législation protectionniste, peu d'investissements étrangers et une privatisation « interne » à bas prix au profit de la classe politique, issue des rangs du parti communiste et de l'ancienne haute administration. À partir de 2002, l'idée d'une adhésion à l'Union européenne fait son chemin dans cette classe politique devenue de plus en plus économique, des facilités sont accordées aux investisseurs étrangers et la Roumanie, avec une croissance économique de 8,3 % et un taux de chômage d'environ 6,2 % à la fin de l'année 2004, devient un « pôle de croissance » de l'Europe, du moins jusqu'à la crise financière des années 2010 due à la dérégulation mondiale, qui mit fin au « rêve libéral » pour la plupart des Roumains (beaucoup d'entreprises qui avaient délocalisé en Occident pour s'implanter en Roumanie dans les années 2000, délocalisent depuis 2010 de Roumanie pour s'implanter en Inde, en Indonésie, en Éthiopie).

### Condamnation de la dictature «communiste»
La dictature se réclamant du communisme et autoproclamée « démocratie populaire », qu’a exercée entre le 6 mars 1945 et le 22 décembre 1989 le Parti communiste roumain, a été reconnue en 2004 par le Parlement roumain comme « génocidaire », ayant « conçu et mis en œuvre un plan concerté et prémédité d’extermination sous prétexte de lutte des classes et de praxis révolutionnaire ». Avec la grande famine ukrainienne des années 1930, c’est le seul cas de reconnaissance juridique officielle d’un crime de masse commis sur critères « politiques » et « sociaux » comme « génocide » (même le Goulag, le Laogai ou le génocide cambodgien ne sont pas juridiquement reconnus comme génocides, car la définition internationalement reconnue pour un génocide postule qu’il ait été commis exclusivement sur critères « nationaux, ethniques, raciaux ou religieux »).
Mais c’est dès les semaines qui ont suivi la Libération de 1989 que les hommes politiques ayant alors pris le pouvoir, tels Ion Iliescu ou Petre Roman eux-mêmes communistes un mois auparavant, ont lancé à la télévision des slogans comme « à bas le communisme », « combattons pour notre liberté », « nous voulons une société pluraliste » ou « à bas le Parti communiste » (qui a d’ailleurs été dissout durant un an : 95 % de ses membres détruisirent leurs cartes, tandis qu’environ 150 000 rejoignirent d’autres partis, notamment le Front de salut national devenu Parti social-démocrate; une minorité d’anciens membres constitua en novembre 1990 un Parti socialiste du travail, devenu en 2003 l’Alliance socialiste qui reprit en 2010 le nom de Parti communiste roumain).

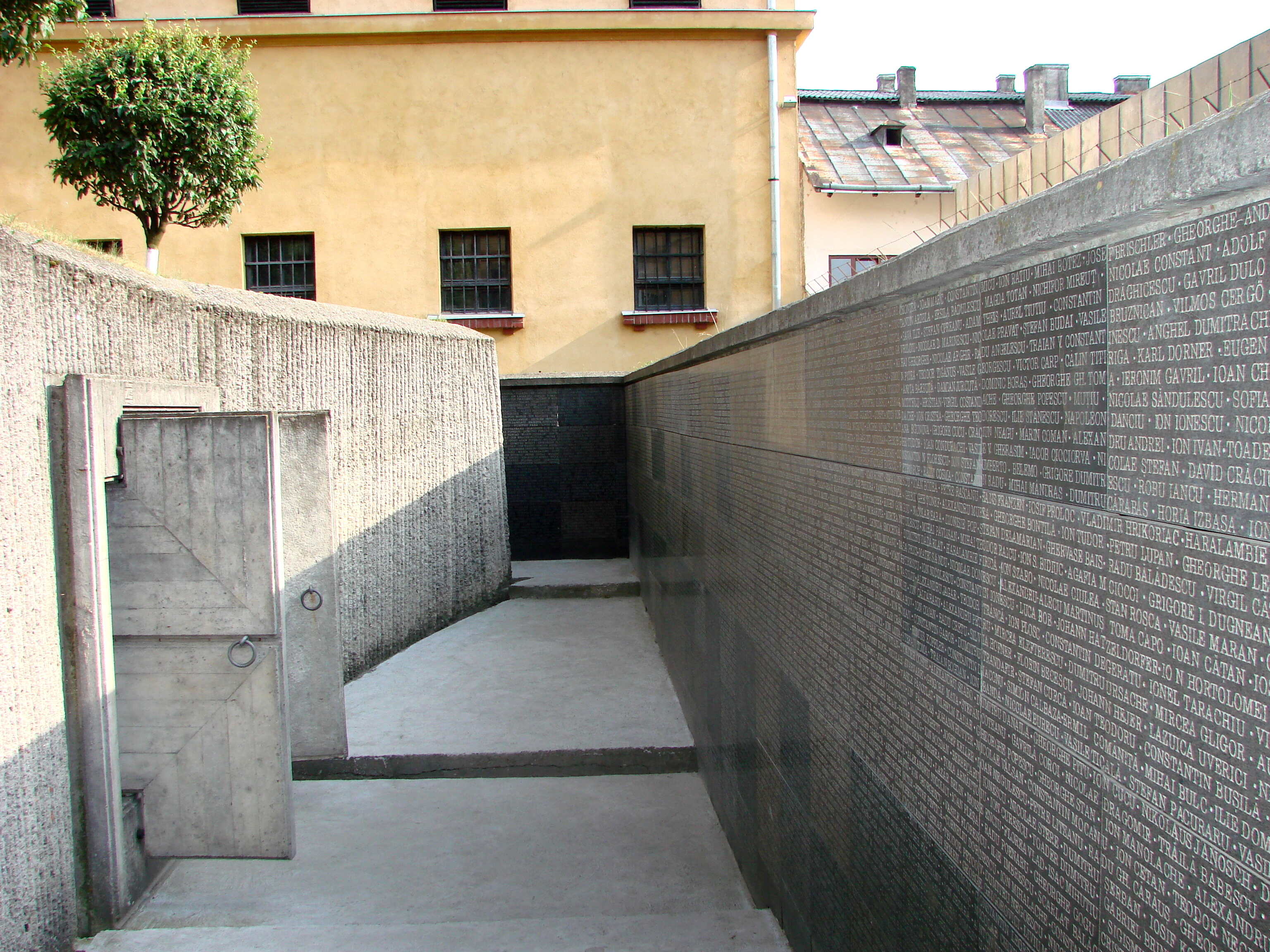
Le mémorial aux deux millions de victimes recensées du communisme en Roumanie, à Sighetu Marmației, dans la même rue que celui des victimes de la Shoah.

Après la Libération, un grand nombre d’ouvrages historiques parut, dévoilant au grand jour les crimes de ce régime, étudiées par des commissions d’historiens comme l’officielle « Commission historique d’investigation et d’analyse des crimes du régime communiste », coordonnée par Vladimir Tismăneanu (en) ; en outre, un « Mémorial de la Résistance et des victimes du communisme » a été fondé en 1993 par d’anciens dissidents à Sighet. Ces travaux ont préparé la reconnaissance officielle de 2006, qui impute au régime 2.215.000 victimes en 45 ans soit environ 10 % de la population.
Ce rapport de 660 pages qui commence par une citation de Jules Michelet à propos de la Révolution française et se présente comme un « premier pas vers une analyse historique plus exhaustive de la période communiste », a suscité des réactions contrastées tant en Roumanie qu’à l’étranger. Hors-frontières, de nombreux historiens et juristes ont critiqué l’entorse faite par la Roumanie (comme l’Ukraine) au principe selon lequel seuls des critères « nationaux, ethniques, raciaux ou religieux » définissent un « génocide », à l’exemple du génocide arménien, de la Shoah ou de la Porajmos. En Roumanie même, les leaders anciennement communistes, devenus nationalistes comme Adrian Păunescu ou Corneliu Vadim Tudor (président du parti d'extrême-droite PRM), ont invectivé à la télévision Vladimir Tismăneanu ou fait siffler dans l’enceinte du parlement le président Traian Băsescu pour avoir approuvé ces travaux.
Ils ont tenté de discréditer le rapport, qualifié de « ridicule, plein d’erreurs culturelles et historiques » et critiqué pour avoir comptabilisé non seulement les 975.000 victimes directement dues à la répression (détention, tortures, exécutions), mais aussi celles dues à l’indigence des familles des détenus politiques (privées de toute ressource), à la pénurie institutionnalisée dont souffrait une grande partie de la population, aux disettes provoquées par les réquisitions, au manque d’énergie et donc de chauffage, au manque de sécurité dans le travail, à l’emploi massif des prisonniers pour les travaux dangereux et de grande envergure, et au manque de soins aux plus faibles de par l’insuffisance des fournitures médicales et pharmaceutiques.
« J'ai trouvé dans ce rapport les raisons pour lesquelles je peux condamner, au nom d’un État démocratique, le régime communiste en Roumanie où d’anciens dignitaires communistes occupent toujours des positions importantes dans la politique, les affaires et les médias » a déclaré au parlement le président Traian Băsescu (proche des libéraux) sous les sifflets et les huées de l’opposition socialiste et nationaliste. À la même date (décembre 2006, soit 16 ans après la fin du régime communiste), la Fondation pour une Société ouverte avait publié un sondage indiquant que les Roumains considèrent le communisme réel, tel que le pays l'a connu, comme :
- 12 % - une bonne idée aux conséquences globalement positives ;
- 41 % - une bonne idée mal appliquée aux conséquences globalement négatives ;
- 34 % - une mauvaise idée aux mauvaises conséquences ;
- 13 % - autre chose ou ne sait pas.

### Après l'adhésion à l'UE
Après le 1er janvier 2007, il s'agit de la politique de la Roumanie comme sous-ensemble de celle de l'Union européenne.
L'entrée des autres partis roumains au Parlement européen a surtout profité aux libéraux européens (qui voient ainsi leur nombre augmenter de 17 %), aux partis de centre-droit et aux euro-députés socialistes grâce au PSD roumain.
C'est celui-ci, issu du Front de salut national fondé par l’ex-communiste Ion Iliescu qui a toujours gardé, depuis plus d'un quart de siècle, le pouvoir économique et la majorité ou une forte influence parlementaire, même dans les brèves périodes (1996-2000 et depuis 2014) où la présidence a été assurée par des candidats de l'opposition issue de la dissidence. En Roumanie, la démocratie est de type parlementaire : le président, nomme le Premier ministre qui forme le gouvernement, mais rien ne peut être fait sans l'approbation du Parlement, où le PSD a toujours été majoritaire seul ou en coalition. Après l'effondrement de la dictature, la nomenklatura des apparatchiks, devenus des oligarques dans la nouvelle économie de marché, a rejoint surtout le PSD qui applique une politique économique libérale (larges privatisations, indépendance de la Banque centrale), s'est rapprochée fortement de l’OTAN et de l’Union européenne, mais a oublié la composante sociale. Cela paupérise une partie de la population : la corruption rampante provoque la colère et le désespoir des couches populaires.
Début 2007, l’extrême droite dépasse les 20 parlementaires nécessaires pour constituer un groupe parlementaire européen, d’après Bruno Gollnisch, membre du Front national en France : c’était le plus haut score jamais atteint par le parti de la Grande Roumanie de Corneliu Vadim Tudor. Après ce pic, consécutif à la crise économique (les prix ont été multipliés par 2400 et la BNR finit par émettre des coupures de un million de lei soit environ 27 euros), les partis nationalistes roumains ensemble plafonnent à moins de 6%. D’ailleurs, le groupe a eu du mal à se former, car les cinq membres du « parti de la Grande Roumanie » sont difficilement classables dans la catégorie « extrême-droite » et lors de l’annonce de cette alliance, une grande partie de ces membres n’était pas au courant, mais contente car ainsi leur parti allait recevoir 50 000 euros par parlementaire et par an. Les formations d’extrême droite roumaines (La Grande Roumanie et Nouvelle Droite notamment) ont en commun l’antisémitisme, des positions xénophobes et expansionnistes, en prônant l'annexion de la Moldavie et des discours anti-hongrois.
L’adhésion en janvier 2007 à l’Union européenne n’empêche pas la Roumanie d’être touchée de plein fouet par la crise financière des années 2010, même si les médias occidentaux ne lui accordent pas la même attention qu’à la Grèce. Les mesures drastiques d’austérité (réduction des salaires de 25 %, réduction de 20 % des retraites déjà très faibles, passage de la TVA de 19 % à 24 %, augmentation de toutes les taxes et impôts, licenciement sans indemnité de 200 000 fonctionnaires) mènent à l’élection présidentielle roumaine de 2014 de l'opposant Klaus Iohannis, mais le PSD Victor Ponta, ayant la majorité au Parlement, garde la direction du gouvernement jusqu’à ce que les manifestations contre la corruption l’obligent, déjà en novembre 2015, à démissionner en faveur de Liviu Dragnea puis du gouvernement Grindeanu qui poursuivent la même politique. 